# NGC 3458
NGC 3458 é uma galáxia lenticular (SB0) localizada na direcção da constelação de Ursa Major. Possui uma declinação de +57° 07' 02" e uma ascensão recta de 10 horas, 56 minutos e 01,4 segundos.
A galáxia NGC 3458 foi descoberta em 8 de Abril de 1793 por William Herschel.